# Literatura en checo
La literatura en checo, a veces también llamada literatura checa, es la realizada en lengua checa, principalmente en los territorios históricos de Bohemia, Moravia y la parte de habla checa de Silesia, (actualmente parte de la República Checa, antiguamente Checoslovaquia). En estos territorios también se escribió en antiguo eslavo eclesiástico, latín y alemán, generalmente en época primitiva. Autores modernos checos que escribieron en otros idiomas, por ejemplo en alemán, se consideran de forma separada y sus escritos existieron habitualmente en paralelo con la literatura en lengua checa, no interactuando con ella. Así por ejemplo, Franz Kafka, que escribió en alemán, tiende a incluirse en la literatura en alemán o en la de Austria, a pesar de que vivió toda su vida en Bohemia.
La literatura en checo está dividida en diversos periodos temporales: la Edad Media; el Periodo husita; los años de la recatolización y el Barroco; la Ilustración y el Despertar checo del siglo XIX; las vanguardias de Entreguerras; los años del Comunismo y de la Primavera de Praga; y finalmente el periodo postcomunista de la República Checa. La literatura y cultura checa ha tenido un papel principal en las dos últimas ocasiones en las que la sociedad checa vivió bajo la opresión y las actividades políticas no eran posibles. En ambas ocasiones, a principios del siglo XIX y de nuevo en la década de 1960, los checos emplearon sus esfuerzos literarios y culturales para crear una libertad política y establecer una nación segura y políticamente consciente.

## Edad Media
La literatura en tierras checas se origina en el siglo VIII, en el reino de la Gran Moravia. Los santos Cirilo y Metodio, enviados por el emperador de Bizancio Miguel III para completar la cristianización del imperio, crearon el primer lenguaje eslavo escrito, el antiguo eslavo eclesiástico o eslavón, escrito en alfabeto glagolítico. Sus transcripciones de la liturgia latina al eslavón son los primeros testimonios literarios en tierras checas.
Tras el colapso de la Gran Moravia a finales del siglo IX, la orientación cultural de las tierras bohemias se desplazó de Bizancio hacia Roma. Se sabe muy poco del desarrollo literario en los dos siglos siguientes —existen fragmentos de obras, pero muchas tienen que ser inferidas de citas en otras obras. A finales del siglo IX tuvo lugar la victoria definitiva del latín frente al eslavón como lengua oficial de la liturgia y la cultura en Moravia y Bohemia, y la alianza cultural se desplazó de oriente a occidente. La Leyenda de Cristian, escrita en verso en latín, de la segunda mitad del siglo X y que describe las vidas de los santos Ludmila y Venceslao, es la obra más importante que ha sobrevivido; aunque su autenticidad es disputada.
En la Bohemia de los Přemyslidas del siglo XII y principios del XIII, todas las obras literarias conservadas fueron escritas en latín. La mayoría de ellas son crónicas históricas y hagiografías. Las hagiografías bohemias se centran exclusivamente en los santos locales (antos Ludmila, Venceslao, Procopio, Cirilo y Metodio y Adalberto), aunque numerosas leyendas de santos bohemios fueron escritas por autores extranjeros. Las crónicas más importantes del periodo fueron la Chronica Boemorum («Crónica bohemia») de Cosmas de Praga, aunque el relato trata los temas con un ojo en la política contemporánea, intentando legitimar a la dinastía reinante. El trabajo de Cosmas fue actualizado y extendido por varios autores posteriores a finales del siglo XII y durante el siglo XIII.

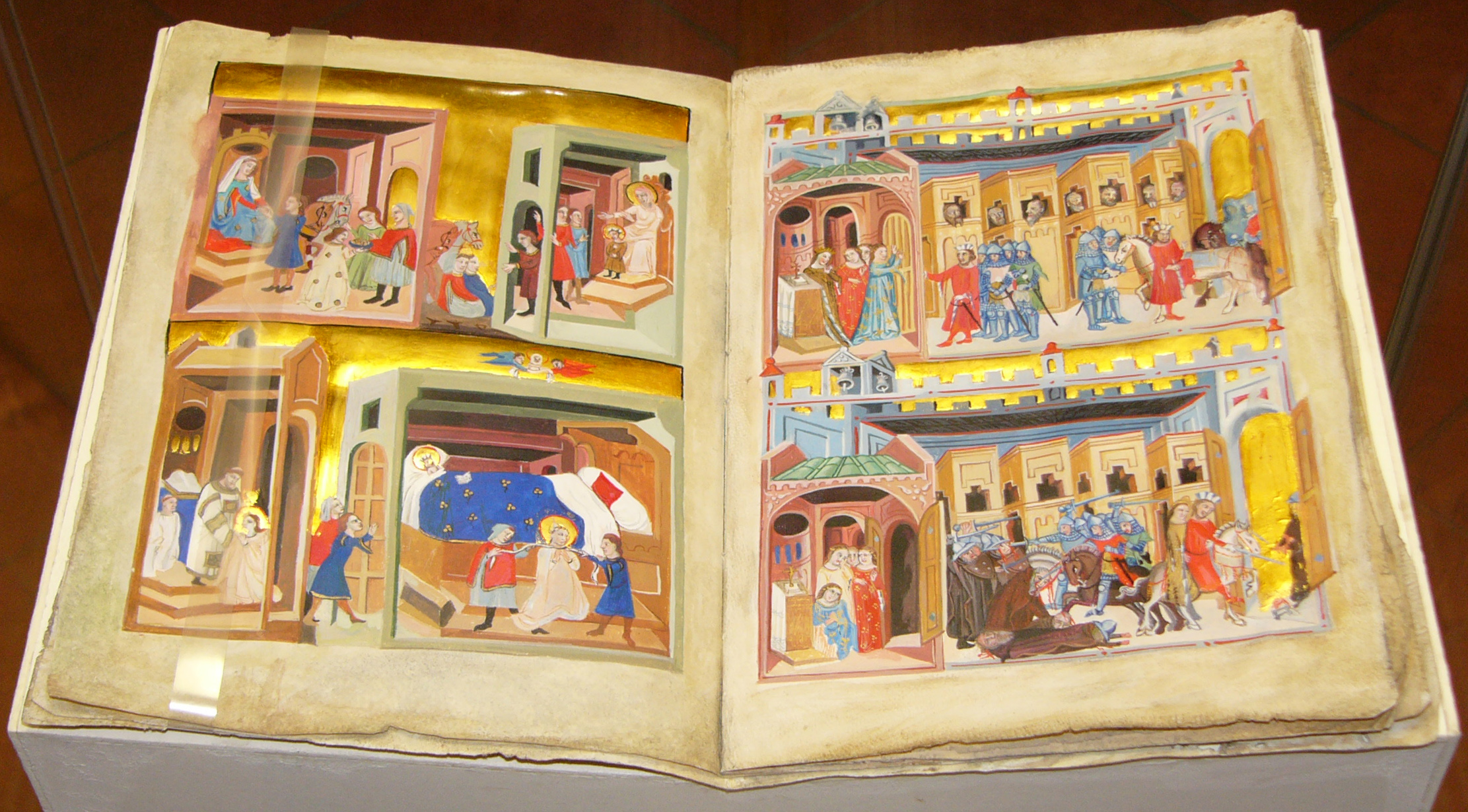
Crónica de Dalimil

Durante la primera mitad del siglo XIII los gobernantes Přemyslidas de Bohemia expandieron su influencia política y económica hacia occidente y entraron en contacto con los reinos de Europa Occidental. Este intercambio cultural se evidenció en la literatura a través de la introducción de la poesía cortesana alemana, el Minnesang, a finales del siglo XIII. Tras el asesinato de Wenceslao III de Bohemia y los subsiguientes levantamientos en el reino en 1306, los nobles bohemios se distanciaron de la cultura occidental y buscaron la literatura en lengua propia. A su pesar, el alemán permaneció como una lengua literaria importante en Bohemia hasta el siglo XIX. Esta nueva literatura en checo consistía mayoritariamente en poesía épica de dos tipos: la leyenda y la épica caballeresca, ambos cuentos apócrifos de la Biblia, así como leyendas hagiográficas de periodos anteriores. La prosa también se desarrolló por primera vez en este periodo: textos administrativos e instrucciones, que necesitaron el desarrollo de un vocabulario más extenso y especializado; el primer diccionario checo-latín data de esta época. También se escribieron extensas crónicas, de las cuales la Crónica de Dalimil y la Chronicon Aulae Regiae (la «Crónica Zbraslav») son los ejemplos más interesantes, y prosa artística (por ejemplo de Smil Flaška z Pardubic y Johannes von Saaz)

## La era husita

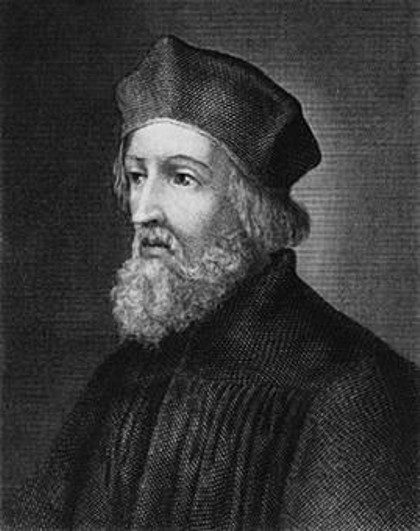
Retrato de Juan Hus.

La revolución husita del siglo XV creó una ruptura definitiva en la evolución literaria checa y forma su propia historia dentro de la literatura en checo. El fin principal de la literatura era comunicar y convencer con una doctrina religiosa específica y su forma era generalmente la prosa. Los escritos teológicos de Juan Hus aparecieron inicialmente a principios del siglo XV; inicialmente escribió en latín, más tarde en checo y esta división permaneció en gran parte en los periodos posteriores: la poesía y la prosa intelectual empleaban principalmente el latín, mientras que la prosa popular era escrita en checo o alemán. Los escritos de Hus se centraban en cuestiones técnicas y teológicas; sin embargo, publicó una serie de sermones en checo y creó reglas de ortografía y gramática que se emplearían como fundamento del checo moderno en los siglos XVII y XVIII.
Solo se conservan fragmentos de las obras literarias de los radicales taboritas —en general eran apologías en latín defendiendo la doctrina taborita (Mikuláš Biskupec z Pelhřimova, Petr Chelčický). En general, los escritos husitas difieren de los anteriores por su enfoque de las cuestiones sociales —su audiencia consistía en las clases bajas y medias bajas. También se escribieron obras defendiendo el catolicismo y atacando a los husitas utraquistas, como por ejemplo las de Jan Rokycana. Durante el periodo husita también se desarrolló por primera vez de forma auténtica las canciones religiosas en checo, como sustitución a los himnos y la liturgia en latín, por ejemplo el Jistebnický kancionál, los himnos de Jistebnice.
Después de la elección de Jorge de Podiebrad (Jiří z Poděbrad) al trono checo tras las Guerras Husitas, un nuevo movimiento cultural entró en Bohemia. El humanismo veía un ideal en la antigüedad clásica para la literatura y la cultura. La característica principal de la literatura de este periodo es la competición entre católicos escribiendo en latín, como Bohuslav Hasištejnský y Jan Dubravius, y protestantes escribiendo en checo, como Viktorin Kornel z Všehrd y Václav Hájek. Nuevas herramientas literarias incitaron a los estudiosos como Veleslavín a construir una estructura gramatical más compleja, basada en el latín, así como a introducir un influjo de préstamos de otros idiomas. La imprenta de Gutenberg hizo que los libros y panfletos fueran más accesibles, lo que cambió lentamente el estatus de la literatura en la sociedad.

## Barroco

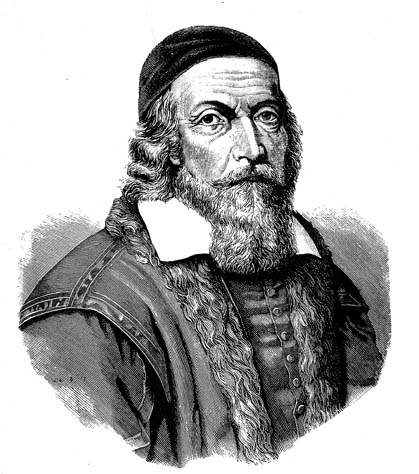
Jan Amos Komenský, Comenio.

La desaparición de los protestantes checos tras la Batalla de la Montaña Blanca afectó decididamente el desarrollo de la literatura en checo. La recatolización forzosa y germanización de Bohemia, con las consiguientes confiscaciones y expulsiones prácticamente eliminaron a las clases medias protestantes y dividieron la literatura en dos ramas: la doméstica católica y la emigrada protestante. A diferencia de otros países europeos de la época, la nobleza de Bohemia no era parte de la audiencia literaria y por lo tanto esta división de los esfuerzos literarios llevaron comparativamente a una falta de desarrollo y a un estancamiento de la literatura barroca checa, especialmente en los géneros escritos para las cortes aristocráticas. 
El principal autor del Barroco evangélico checo fue Comenio, que pasó su juventud en Bohemia, pero fue forzado al exilio más tarde. Fue un pedagogo, teólogo, reformador de la educación y filósofo; sus obras incluyen gramáticas, tratados teóricos sobre la educación y obras de teología. Con su muerte a principios del siglo XVIII, la literatura protestante en checo prácticamente desapareció. Las obras barrocas de autores católicos se dividen en dos tipos: la poesía religiosa, como la de Adam Michna z Otradovic, Fridrich Bridel y Václav Jan Rosa y la prosa religiosa (por ejemplo la prosa homiléctica y las hagiografías), y los relatos históricos, como los de Bohuslav Balbín, además de la Biblia jesuita de San Venceslao.

## La Ilustración
A finales del siglo XVIII, las tierras bohemias sufrieron un importante cambio —el emperador José II de Habsburgo puso fin al sistema feudal e introdujo una nueva tolerancia religiosa e ideológica. Apareció un Clasicismo ilustrado, que buscó aplicar los principios racionales de la ciencia a todos los aspectos de la vida diaria. Una cultura y literatura nacional en la propia lengua comenzó a ser vista como un prerrequisito a la unificación de la nación. En literatura, esto se tradujo en un renovado interés en las novelas en prosa, como por ejemplo Matěj Václav Kramerius, en la historia checa y en el desarrollo histórico de la cultura checa, como Josef Dobrovský, que recodificó la gramática del checo, y Antonín Jaroslav Puchmayer, que desarrolló de forma sistemática el estilo poético checo. La audiencia literaria se desarrolló desde los curas y monjes hacia los laicos y el público general, y la literatura comenzó a verse como un vehículo de expresión artística. Sin embargo, Bohemia y Moravia permanecían bajo la esfera de influencia cultural de Austria y Alemania. Así, la nueva literatura nacional imitó los géneros alemanes y solo evolucionaría más tarde hacia un esfuerzo creativo independiente; esto fue especialmente cierto para el drama, como ejemplifica Václav Kliment Klicpera.

## ElsigloXIX
El Prerromanticismo formó un puente entre el Clasicismo ilustrado y el Romanticismo —los prerrománticos no abandonaron completamente el énfasis en las formas poéticas derivadas de la antigüedad, pero relajaron la estricta distinción entre los géneros y se alejaron de los géneros didácticos hacia otros más líricos, inspirados en el folclor, como Jan Kollár y František Čelakovský. Durante este periodo surgió la idea de una literatura y una cultura realmente nacional, como rechazo de la visión de Bernard Bolzano de un estado binacional y bicultural checo-alemán. La mayor figura de la época es quizás Josef Jungmann, que tradujo muchas obras clásicas de la literatura mundial y pasó su vida intentando establecer la literatura en checo como una literatura seria y rica, capaz de un gran desarrollo. František Palacký y Pavel Jozef Šafárik tomaron para sí el desafío de reexaminar la historia checa. Como parte del esfuerzo de establecer un pedigrí para la literatura y la cultura en checo, los historiadores checos de la época buscaron establecer evidencias de épicas heroicas durante la Edad Media. Quisieron encontrar tales evidencias en los Manuscritos de Dvůr Králové y de Zelená Hora, aunque posteriormente se demostró que eran falsificaciones.

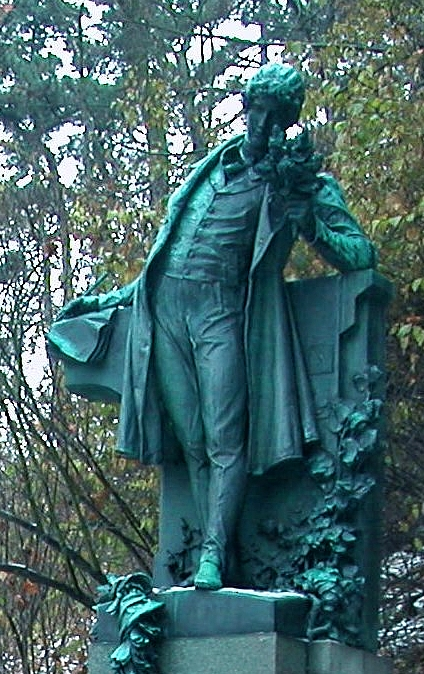
Estatua de Mácha en Praga.

Hacia la década de 1830, se habían colocado los fundamentos de la literatura en checo y los autores comenzaban ahora a enfocarse en los méritos artísticos de sus obras y menos en el desarrollo de la idea de la literatura cultura en checo como un todo. Durante el periodo se produjeron principalmente dos tipos de literatura: la literatura Biedermeier, que buscaba educar a los lectores y animarlos a ser leales al Imperio austrohúngaro, como fue el caso de Karel Jaromír Erben y Božena Němcová, y el Romanticismo, que enfatizaba la libertad del individuo y enfocaba la subjetividad y el subconsciente, como fue el caso de Karel Hynek Mácha. Estos autores generalmente publicaban en periódicos o en la revista literaria Květy («Flores») publicada por Josef Kajetán Tyl.
El año 1848 trajo al frente a una nueva generación de autores checos que siguieron los pasos de Mácha y publicaron sus obras en el nuevo almanaque Máj («Mayo»), como fue el caso de Vítězslav Hálek, Karolina Světlá y Jan Neruda. Estos autores rechazaron el estrecho ideal de una cultura puramente nacional, favorecieron una que incorporaba la literatura en checo a la cultura europea y tomaron su inspiración del progreso realizado fuera de las tierras checas. Sin embargo, su trabajo también comentaba la invasión de la industrialización y se enfocaba cada vez más en la vida simple, oponiéndose al ideal romántico libre de cadenas.
La Escuela de Mayo fue seguida por los neorrománticos, que continuaron la tradición romántica, pero también incorporaron estilos más contemporáneos: realismo, simbolismo y decadentismo. Se pueden distinguir tres periodos: el primero reaccionó a la desilusión debida a la falta de progreso social y político durante la década de 1870, como Václav Šolc; el segundo fue la gran vuelta a la poesía, especialmente a la épica, por ejemplo en Josef Václav Sládek; y el tercero se concentró en la prosa, como Alois Jirásek.
En conversación con los neorrománticos, la siguiente generación de autores se acercó al realismo y al naturalismo, lo ordinario y lo banal. Favorecieron temas contemporáneos sobre los históricos y buscaron quitar énfasis a la voz personal del autor en comparación del lenguaje a menudo colorido de los personajes. De interés fueron principalmente dos temas: la exploración de los pueblos checos y hasta qué punto seguían siendo oasis de la moralidad, como lo hicieron Jan Herben, Karel Václav Rais y Alois Mrštík; y Praga, especialmente las clases más bajas, como fue el caso de las obras de Ignát Herrman y Karel Matěj Čapek Chod.
La última generación literaria del siglo XIX señaló una decidida ruptura con el pasado y el advenimiento del modernismo —tras una ola de optimismo tras la Revolución francesa a principios de siglo, la falta de progreso en la realización de esos ideales de libertad y hermandad llevó tanto al escepticismo hacia la posibilidad de alcanzar esos ideales, como a renovados esfuerzos para alcanzarlos. El nexo de unión entre los autores de esta generación fue la adherencia a un estilo particular más allá de sus propias voces, y sus perspectivas a menudo críticas del trabajo de generaciones anteriores. Los modernistas también iniciaron el culto al artista y el periodo vio el nacimiento del crítico literario como profesión independiente, como aliado del artista, ayudando a ambos a definir y presentar su trabajo al público (František Xaver Šalda). Poetas importantes de la época se inspiraron en las obras y traducciones del poeta Jaroslav Vrchlický e incluyen, entre otros, a Josef Svatopluk Machar, Antonín Sova, Otokar Březina y Karel Hlaváček; autores de prosa fueron Vilém Mrštík, Růžena Svobodová y Josef Karel Šlejhar.

## ElsigloXX
El cambio de siglo marcó un profundo desplazamiento de la literatura checa —tras casi un siglo de funcionamiento pleno, la literatura se liberó finalmente del corsé necesario para educar y servir a la nación y extender la cultura checa, convirtiéndose en literatura por el arte. La orientación hacia Francia, Europa del Norte y Rusia se intensificó y se realizaron nuevas demandas al conocimiento cultural de los autores y su audiencia.
La nueva generación de poetas se distanció tanto de los neorrománticos como de los modernistas: liderados por S. K. Neumann, su trabajo se centró en la realidad concreta, libre de todo pathos o simbolismo complejo. Muchos de los nuevos poetas, como Karel Toman, Fráňa Šrámek, Viktor Dyk, František Gellner y Petr Bezruč, se aliaron con el anarquismo y el movimiento feminista, aunque la influencia de estos dos movimientos decayó a lo largo de la década. En prosa, el trabajo de la generación modernista solo estaba llegando a su madurez ahora, pero las diferentes olas estilísticas que afectaron su prosa también son evidentes en la nueva generación — naturalismo en A. M Tilšchová; impresionismo en Šrámek, Gellner, Jiří Mahen, Jan Opolský y Rudolf Těsnohlídek); la Secesión de Viena en Růžena Svobodová y Jan Karásek.
Tras esta rebelde primera generación, la nueva generación de poetas (Toman, Neumann, Šrámek) se volvió hacia la naturaleza y la vida en sus obras. Esta década también marcó el retorno de autores católicos, como Josef Florian, Jakub Deml, Jaroslav Durych o Josef Váchal, y la primera llegada del vanguardismo a la literatura checa, buscando documentar los rápidos cambios en la sociedad y la modernización. El primer estilo vanguardista fue el neoclasicismo, que pronto dio paso al cubismo, el futurismo y el civilismo, de S. K. Neumann y los jóvenes hermanos Čapek.

### La I Guerra Mundial y el Periodo de entreguerras
La I Guerra Mundial trajo consigo una ola de represión de la recién emergente cultura checa, lo que significó una vuelta al pasado, a los valores e historia tradicionales checos: los husitas y el despertar. La Guerra, sin embargo, también precipitó una crisis de valores, de fe en el progreso, religión y creencias, que encontró salida en el expresionismo de Ladislav Klíma, Jakub Deml y Richard Weiner; el civilismo de los hermanos Čapek; y las visiones de una hermandad universal del ser humano en Ivan Olbracht, Karel Matěj Čapek Chod y F. X. Šalda.

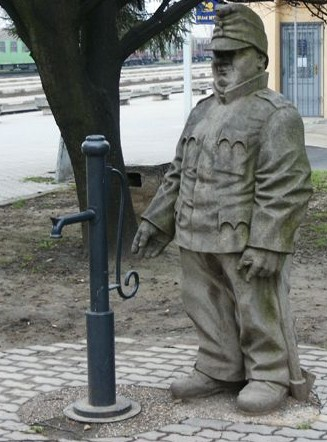
Estatua de El buen soldado Švejk de Jaroslav Hašek, una de las obras más conocidas de la literatura en checo.

El Período de entreguerras, coincidiendo con la Primera República checa, es uno de los apogeos de la literatura en checo —el nuevo estado trajo consigo una pluralidad de pensamientos, religión y filosofía que condujeron a un florecimiento de la cultura y la literatura. El primer gran tema de entreguerras fue la guerra —la crueldad, violencia y terror, pero también las acciones heroicas de la Legión checa, como se puede encontrar en las obras de Rudolf Medek, Josef Kopta, František Langer y Jaroslav Hašek. Una nueva generación de poetas condujo de vuelta a las vanguardias: poesía del corazón, del primer Jiří Wolker y de Zdeněk Kalista y naivismo de los hermanos Čapek, Josef Hora, Jaroslav Seifert y S. K. Neumann. Sin embargo, la vanguardia enseguida se dividió entre los autores radicales proletarios socialistas y comunistas como Wolker, Seifert, Neumann, Karel Teige, Antonín Matěj Píša, Hora y Jindřich Hořejší, los católicos, como Durych y Deml, y los centristas, como los hermanos Čapek, Dyk, Fischer, Šrámek, Langer y Jan Herben.
Un estilo literario específicamente checo, el poetismo, fue desarrollado por el grupo Devětsil, al que pertenecían Vítězslav Nezval, Jaroslav Seifert, Konstantin Biebl y Karel Teige. El grupo argumentaba que la poesía debía impregnar la vida diaria, que la poesía era inseparable de la vida de cada día, que todos somos poetas. La prosa de entreguerras se distanció aún más de la prosa tradicional y unidimensional del siglo anterior, a favor de múltiples perspectivas, subjetividad y narrativas fracturadas. La literatura utópica y fantástica pasó al primer plano con Jan Weiss, Karel Čapek, Eduard Bass y Jiří Haussmann, así como los géneros de prosa documental, que buscaban mostrar una imagen tan exacta como fuera posible del mundo, así Karel Čapek, Egon Erwin Kisch, Jiří Weil, Rudolf Těsnohlídek, Eduard Bass, Jaromír John y Karel Poláček; prosa lírica e imaginativa que se alió con la poesía poética de la época en Karel Konrád, Jaroslav Jan Paulík y Vladislav Vančura; y prosa de carácter católico en Jaroslav Durych, Jan Čep y Jakub Deml. El teatro de la época también siguió la misma evolución estilística que la poesía y la prosa —expresionismo, seguido de una vuelta al teatro realista y civil, como por ejemplo en František Langer y Karel Čapek. Junto con las vanguardias en poesía, la vanguardia del teatro también floreció, centrándose en eliminar barreras entre actores y audiencia, rompiendo la ilusión de unidad de la obra teatral, como lo hicieron los miembros del Osvobozené Divadlo, tales como Jiří Voskovec y Jan Werich.
Tras el embriagador optimismo de la década de 1920, la década siguiente trajo la crisis económica, que contribuyó a estimular la crisis política: tanto la izquierda (comunista), como la derecha (antialemana y fascista), se radicalizaron, amenazando la estabilidad democrática. La reacción de los autores de la época fue el centrarse en asuntos públicos y la espiritualidad: el catolicismo ganó importancia con los autores Kalista, Karel Schulz, Halas, Vančura y Durych. Los cambios se hicieron evidentes primero en la poesía: la nueva generación de poetas, con Bohuslav Reynek, Vilém Závada, František Halas, Vladimír Holan y Jan Zahradníček, comenzaron como poetistas, pero luego muestra un trabajo mucho más oscuro, lleno de imágenes de muerte y miedo. La antigua vanguardia, Teige y Nezval, también se alejó del poetismo, acercándose al surrealismo, y un tercer grupo, con Hora, Seifert y František Hrubín, se volvieron a la poesía liricista, tranquila, llena de recuerdos. La prosa, tras años de periodismo realista, se volvió hacia la épica, las novelas existenciales y perspectivas subjetivas. Aparecieron las baladas inspiradas en el folclor, en Josef Čapek, K. Čapek, Vančura e Ivan Olbracht; las novelas de tema social, en Olbracht, Vančura, Poláček, Marie Majerová y Marie Pujmanová; y las novelas psicológicas, en Jarmila Glazarová, Egon Hostovský y Jaroslav Havlíček. Durante este periodo Karel Čapek escribió sus obras de teatro más conocidas y cargadas políticamente en respuesta al surgimiento de las dictaduras fascistas. Tras los Acuerdos de Múnich en 1938, la literatura reflejó de nuevo el presente político y llamó a la solidaridad nacional y a la vuelta al pasado.

### La II Guerra Mundial
El protectorado alemán y la II Guerra Mundial dejaron sus marcas en la literatura checa —muchos de los autores de las generaciones de entreguerras no sobrevivieron o tuvieron que exiliarse. Entre 1938 y 1940 la sociedad siguió siendo relativamente libre, pero en 1941 la mayoría de los periódicos, revistas y editoriales fueron cerradas y los autores silenciados. La II Guerra Mundial marcó el origen del triple camino seguido por la literatura, continuada a lo largo del régimen socialista hasta 1989: ediciones domésticas, domésticas ilegales y literatura del exilio.
Como resultado de la Guerra, todas las formas de literatura se centraron aún más en la tradición y la historia: la poesía se hizo más apagada y se puso más énfasis en el lenguaje como expresión de la identidad nacional (Hora, Halas, Seifert, Nezval) y en los valores espirituales y religiosos (Hrubín, Závada, Zahradníček, Holan). Lo mismo ocurrió en prosa: desaparecieron las obras experimentales de entreguerras, pero permaneció la novela social y psicológica de Václav Řezáč, Vladimír Neff y Miloš Václav Kratochvíl. La novela histórica tuvo un nuevo resurgir con Kratochvíl, Vančura, Durych y Schulz, como una forma de escribir sobre el presente disfrazándolo en el pasado, al igual que hizo la prosa inspirada en cuentos y cultura popular de Josef Štefan Kubín, Jan Drda, Vančura, Jaromír John y Zdeněk Jirotka. La generación de autores que debutaron durante la Guerra y poco después, como Jiří Orten y el Grupo 42, compartían similares experiencias desgarradoras de la guerra; sus obras muestran el distintivo de la tragedia, el pensamiento existencialista y se centran en la persona como un ser aislado.

### Comunismo, Checoslovaquia y la Primavera de Praga
La literatura en checo de la posguerra está íntimamente entrelazada al estado político de Checoslovaquia; al igual que durante la Guerra, la literatura se dividió en tres ramas principales: las publicaciones nacionales, las nacionales ilegales y la literatura del exilio. La literatura se convirtió bajo el régimen comunista en un refugio de la libertad y la democracia, y las obras literarias y autores fueron apreciados no solo por su mérito literario, sino también por su lucha contra el régimen. Así, la literatura de todo el periodo de posguerra recibió mucha atención, a pesar de su posición a menudo precaria. Sin embargo, durante los tres primeros años tras la Guerra (1945-48), la literatura mantuvo un cierto grado de libertad, aunque el fortalecimiento de la extrema izquierda gradualmente expulsó de la esfera pública primero los autores católicos, como Deml, Durych, Čep, Zahradníček, y luego los comunistas moderados.
1948 trajo la victoria final del comunismo y el subsecuente fin de las libertades civiles —cualquier literatura contraria al punto de vista oficial era prohibida y los autores perseguidos. El estilo literario oficial fue el realismo socialista y todas las tendencias vanguardistas fueron suprimidas. Muchos autores fueron al exilio —a Alemania, los Estados Unidos o la Santa Sede. De los que se quedaron, muchos decidieron escribir en secreto y sus obras permanecieron sin publicar, como en el caso de los surrealistas Zbyněk Havlíček, Karel Hynek), Holan, Zahradníček, Jiří Kolář, Josef Jedlička, Jan Hanč, Jiřina Hauková, Josef Škvorecký, Egon Bondy, Jan Zábrana y Bohumil Hrabal. La mayoría de sus obras fueron publicadas en las décadas entre 1960 y 1990.
Solo a finales de la década de 1950 comenzó a suavizarse el férreo control de la censura —se permitió de nuevo publicar a algunos poetas, como Hrubín, Oldřich Mikulášek, Jan Skácel y se formó un nuevo grupo literario alrededor de la revista Květen, con el objetivo de romper el imperio del realismo socialista, con los autores Miroslav Holub, Karel Šiktanc y Jiří Šotola. La prosa se quedó atrás durante la mayoría de este periodo, con la excepción de Edvard Valenta y Josef Škvorecký. Obras cortas, como las historias cortas volvieron a ser populares.
La década de 1960 trajo el comienzo de los intentos de reforma del Partido Comunista, la consiguiente liberalización de la literatura y el incremento del prestigio de los autores. Comenzando en 1964, la literatura empezó a ampliar su ámbito más allá del estilo aprobado oficialmente. En poesía, el liricismo íntimo se hizo popular (Vladimír Holan), así como la poesía épica (Karel Šiktanc, Hrubín) y el realismo del Grupo 42. En prosa, nuevos autores abandonaron la polémica sobre el socialismo y en su lugar se volvieron hacia la moralidad personal y cívica, como Jan Trefulka, Milan Kundera y Ivan Klíma, y el tema de la guerra y la ocupación, como Jiří Weil y Arnošt Lustig, especialmente el destino de los judíos. Bohumil Hrabal se convirtió en el más prominente de los autores de prosa, con sus obras llenas de coloquialismos, sus estructuras narrativas no tradicionales y la ausencia de un marco moral oficial. Hacia finales de la década, novelas de la desilusión, el escepticismo, la necesidad de encontrar su lugar en el mundo e historia comenzaron a aparecer bajo la mano de Vaculík, M. Kundera y Hrubín, al igual que novelas históricas modernas con Oldřich Daněk, Jiří Šotola, Vladimír Körner y Ota Filip. La década también trajo el debut de una nueva generación de autores que crecieron durante los excesos del Estalinismo y por lo tanto no tenían ideales sobre mundos utópicos —sus obras no trataban sobre cambiar el mundo, sino sobre vivir en él: autenticidad y responsabilidad, tanto moral como literaria. Estos autores incluyen a los poetas Jiří Gruša, Josef Hanzlík, Antonín Brousek y Jiří Kuběna y los dramaturgos Ivan Vyskočil, Jiří Šlitr, Václav Havel, Milan Uhde y Josef Topol. El fin de los años de reformas vio una vuelta a los experimentos: el surrealismo de Milan Nápravník y Vratislav Effenberger, la poesía nonsense de Emanuel Frynt, la poesía abstracta y dada de Ladislav Novák, la prosa realista arenosa de Jan Hančy Vladimír Páral y la fantasía adornada y llena de símbolos de Věra Linhartová. La era de la libertad literaria y los experimentos llegó a su apogeo con la Primavera de Praga en 1968 y finalizó abruptamente ese mismo verano con la invasión soviética y la consiguiente «normalización».

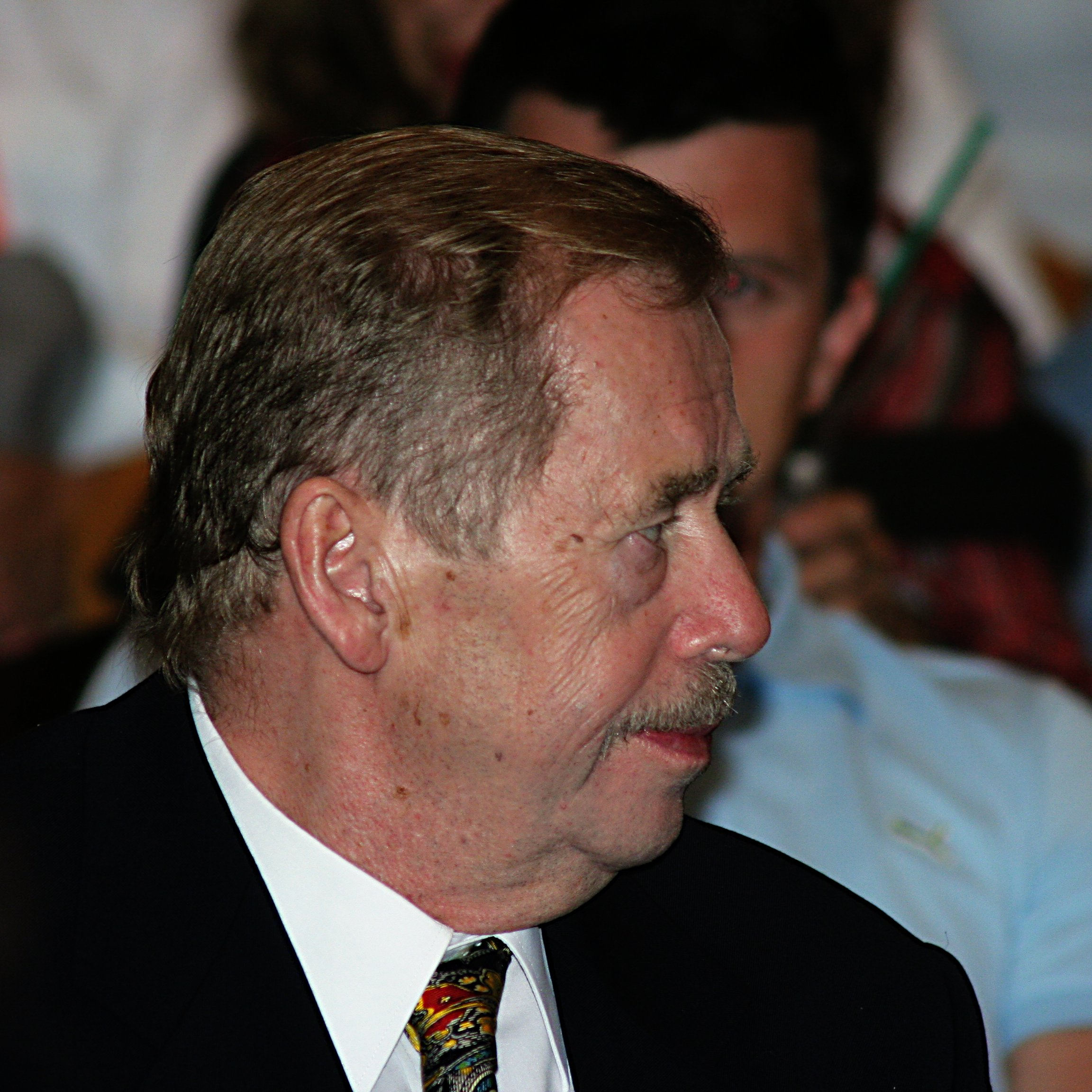
Václav Havel, escritor y dramaturgo, fue el último presidente de Checoslovaquia y el primer presidente de la República Checa.

La «normalización» reinstauró la severa censura de la década de 1950, cerró la mayoría de las revistas literarias y periódicos, y silenció a los autores que no se adaptaron. Más que nunca, la literatura mantuvo su división en legal, ilegal y exilio. Muchos autores huyeron a EE. UU. y Canadá (Škvorecký), Alemania (Peroutka) o Francia (M. Kundera), pero en general no les fue mucho mejor que a sus contemporáneos en Checoslovaquia, principalmente debido a la falta de público lector. Sus obras comenzaron a conocerse mejor solo a través de traducciones. Las obras de autores experimentales y vanguardistas que publicaban como autores «oficiales», en general, fueron de menor calidad, conformándose al dogma oficial, aunque en comparación con la década de 1950, la literatura era menos rígida, menos acartonada. En los límites entre la literatura oficial y no oficial se encontraban los autores de novelas históricas como Körner y Karel Michal, así como Bohumil Hrabal y Ota Pavel. A Seifert, Mikulášek y Skácel se les prohibió la publicación; sus obras fueron publicadas como samizdat, en pequeñas prensas clandestinas que publicaban a mano gran parte de las obras de autores ilegales. Ludvík Vaculík, Jan Vladislav, Václav Havel y Jan Lopatka organizaron las mayores editoriales samizdat. Muchos de estos autores ilegales firmaron la Carta 77 y fueron encarcelados por ello. A otros —como a Jiří Kolář y Pavel Kohout— no se les permitió regresar a su país natal. La literatura samizdat volvió de nuevo al catolicismo, a las memorias y diarios de la vida diaria, como en el caso de Vaculík. Memoria e historia eran también dos de los principales motivos de la literatura samizdat, por ejemplo en Karel Šiktanc y Jiřina Hauková, así como testimonios brutalmente honestos y reales de la vida diaria, como los de Ivan Martin Jirous.
La nueva generación de la década de 1980 estuvo marcada por la necesidad de rebelarse, de actuar fuera de los límites de la sociedad —su obra bebe de la generación de la Guerra (Grupo 42) y es a menudo brutal, agresiva y vulgar, como por ejemplo Jáchym Topol, Petr Placák o Zuzana Brabcová; el posmodernismo también influenció la literatura como un todo, como muestran las obras de Jiří Kratochvil y Daniela Hodrová.
Por otra parte, aquellos autores checos que escribieron desde el exilio pudieron disfrutar, hasta cierto punto, de mejores condiciones para su trabajo, ya que eran libres de escribir lo que quisieran, sin miedo a la censura y sin tener que recurrir a la auto-censura. No obstante, salvo algunas excepciones, los escritores checos en el exilio no suscitaron el mismo interés en occidente que en su país natal. Por otra parte, el número de lectores de lengua checa fuera de Checoslovaquia estaba necesariamente limitado, por lo que sus obras no gozaron de cierta popularidad hasta que fueron traducidas. Ello supuso la gradual adaptación de estos autores a las condiciones —y en concreto al idioma— de su entorno, por lo que muchos de ellos compaginaron el checo con la lengua de su país de acogida. Así, Ludvík Aškenazy y Ota Filip escribieron en alemán, Věra Linhartová en francés y Jan Novák en inglés.

### Postcomunismo y República Checa
La caída del comunismo en 1989 marcó otra ruptura en la literatura en checo con el regreso de la pluralidad y la libertad. Las obras de muchos autores ilegales y en el exilio durante el régimen comunista fueron publicados por primera vez, como por ejemplo los trabajos de Jan Křesadlo e Ivan Blatný, y muchos de ellos volvieron a la vida pública y a publicar.
Pero la década de 1990 no solo supuso la publicación de antiguas obras de autores prohibidos en las dos décadas previas, sino también el descubrimiento de nuevas y distintivas voces. Entre éstas, cabe destacar las novelas de Vladimír Macura  —que se mueven entre los límites difusos de la realidad y la imaginación—, la prosa de Daniela Hodrová y Michal Ajvaz —buscando «descubrir» los poderes de la oscuridad que nos rodea— y las novelas de Jan Křesadlo y Jiří Kratochvil, incluidas dentro de la corriente posmodernista.
Tampoco hay que olvidar la precisión estilística en formas cortas de autores como Patrik Ouředník y Jan Balabán. 
Por otra parte, los años 90 también vieron aparecer figuras femeninas en el panorama literario checo: Alexandra Berková, Tereza Boučková, Zuzana Brabcová, Irena Dousková, Radka Denemarková e Iva Pekárková son algunos ejemplos.
A mediados de la década de 1990 surge un nuevo género con base autobiográfica, que puede tomar la forma de un diario, un libro de memorias, un diario ficticio o una pseudo-autobiografía.
Dentro de este género se encuadran obras de Jáchym Topol, Emil Hakl, Václav Kahuda y Roman Ludva.
Asimismo, los bestsellers de autores checos como Michal Viewegh, Halina Pawlovská y Petr Šabach también contienen partes autobiográficas.
Aunque algunos críticos han aducido que la literatura contemporánea checa (desde 1989) está relativamente marginalizada con respecto al cine, escritores como los citados Michal Viewegh y Jáchym Topol, o Ivan Martin Jirous y Petra Hůlová son figuras públicas y venden libros en grandes cantidades.
La poesía contemporánea en checo, aunque continúa siendo materia para especialistas y unos pocos entusiastas, puede alardear de un poeta de nivel europeo en Petr Borkovec.
En los últimos años se ha producido un retorno a la narrativa de ficción, sobre todo en los trabajos de las generaciones más jóvenes.
La narración de una historia es algo esencial en los textos de Miloš Urban o Bohuslav Vaněk-Úvalský, así como en la prosa más reciente de Jiří Kratochvil.
Estos escritores continúan encontrando deleite con el simple relato de una historia o con la creación de mundos ficticios de su propia invención.
Y como cada vez es mayor el interés por publicar fuera de la República Checa, se tienden a contar historias más universales, cuyos problemas y realidades no afectan únicamente al lector contemporáneo.
Autores contemporáneos checos que también se deben mencionar son Jiří Hájíček, Antonín Bajaja, Sylvie Richterová, Lubomír Martínek, Michal Šanda, Jaroslav Rudiš, Jaroslav Velinský, Pavel Řezníček, Anna Zonová, Martin Reiner, Martin Ryšavý y Petr Stančík. En el relato corto destacan también los cuentistas Arnošt Lustig (Démanty noci, 1958), Milan Kundera (los tres cuadernos de los Amores ridículos, Směšné lásky, 1963, 1965 y 1968), Bohumil Hrabal (Clases de baile para adultos, Pábitelé, 1964) y Ota Pavel (La muerte de los corzos hermosos, Smrt krásných srnců, 1971).

## Premios literarios checos
- Premio Jaroslav Seifert
- Premio Jiří Orten
- Premio Magnesia Litera